# سكوت تاكر (موزع)
سكوت تاكر (بالإنجليزية: Scott Tucker)‏ هو موزع أمريكي، ولد في 17 سبتمبر 1957.